# Coalville (Utah)
Coalville es una ciudad del condado de Summit, estado de Utah, Estados Unidos. Según el censo de 2000, la población era de 1.382 habitantes. Es la capital del condado de Summit.

## Geografía
Coalville se encuentra en las coordenadas 40°55′2″N 111°23′54″O / 40.91722, -111.39833.
Según la oficina del censo de Estados Unidos, la ciudad tiene un área total de 8,4 km². De los cuales 7.4 km² son tierra y 1,0 km² (12.27%) está cubierto de agua.

## Demografía
Según el censo de 2000, había 1,382 habitantes, 465 casas y 371 familias residían en la ciudad. La densidad de población era 186,6 habitantes/km². Había 495 unidades de alojamiento con una densidad media de 66,8 unidades/km².
La máscara racial de la ciudad era 93,13% blanco, 0,07% afroamericano, 0,80% indio americano, 0,29% asiático, 0,07% de las islas del Pacífico, 4,92% de otras razas y 0,72% de dos o más razas. Los hispanos o latinos de cualquier raza eran el 6,87% de la población.
Había 465 casas, de las cuales el 47,3% tenía niños menores de 18 años, el 68,6% eran matrimonios, el 8,0% tenía un cabeza de familia femenino sin marido, y el 20,2% no eran familia. El 18,3% de todas las casas tenían un único residente y el 10,3% tenía solo residentes mayores de 65 años. El promedio de habitantes por hogar era de 2,97 y el tamaño medio de familia era de 3,41.
El 33,8% de los residentes era menor de 18 años, el 10,7% tenía edades entre los 18 y 24 años, el 28,9% entre los 25 y 44, el 15,7% entre los 45 y 64, y el 10,9% tenía 65 años o más. La media de edad era 28 años. Por cada 100 mujeres había 104,7 hombres. Por cada 100 mujeres de 18 años o más, había 103,3 hombres.
El ingreso medio por casa en la ciudad era de 39.342$, y el ingreso medio para una familia era de 43.929$. Los hombres tenían un ingreso medio de 32.727$ contra 20.833$ de las mujeres. Los ingresos per cápita para la ciudad eran de 17.830$. Aproximadamente el 5,9% de las familias y el 8,0% de la población estaban por debajo del nivel de pobreza, incluyendo el 11,9% de menores de 18 años y el 6,2% de mayores de 65.
- Datos: Q483276
- Multimedia: Coalville, Utah / Q483276